# پرده عجایب
پرده عجایب یک نمایش تلویزیونی محصول سال ۱۳۷۴ به کارگردانی داریوش مؤدبیان،  می‌باشد که از شبکه دو پخش شد.

## بازیگران
- علی نصیریان
- مهدی فتحی در اپیزودهای «جشن سالگرد» و «گفتگوی شبانه»
- گلچهره سجادیه در اپیزود «جشن سالگرد»
- فهیمه راستکار در اپیزود «جشن سالگرد»
- داریوش مؤدبیان
- رضا ژیان در اپیزود «سرقت مسلحانه»
- حسین محب‌اهری در اپیزود «سرقت مسلحانه»
- رضا فیاضی در اپیزود «سرقت مسلحانه»
- محمدحسن معجونی
- رؤیا تیموریان
- مهرداد ضیایی
- سید مهرداد ضیایی
- رامین ناصرنصیر
- حسن معجونی

## اپیزودها
| نام اپیزود        | نوشته          | بازیگران |
| ----------------- | -------------- | --- |
| یادداشت‌های روزانه |                | علی نصیریان |
| جشن سالگرد        | آنتون چخوف     | علی نصیریان - مهدی فتحی - گلچهره سجادیه - فهیمه راستکار - داریوش مودبیان - حسن مؤذنی |
| گفتگوی شبانه      | فردریش دورنمات | علی نصیریان - مهدی فتحی |
| سرقت مسلحانه      | کلود فورتونو   | علی نصیریان - رضا ژیان - مهرداد ضیایی - فهیمه راستکار - داریوش مودبیان - رضا فیاضی - زهره مجابی - محمدرضا هدایتی - حسین محب‌اهری - حسن مؤذنی - محمد حسن معجونی - باقر صحرارودی - مژگان ترانه - ابراهیم عمادی |